# قوانین پوشش بر پایه کشور
قوانین پوشش تا حد زیادی در دنیا متنوع است. در بیشتر کشورها، قانونی وجود ندارد که چه پوشاکی باید پوشیده شود را مشخص کند. هرچند، معیارهای جامعه برای پوشش به‌طور غیرمستقیم تنظیم می‌شود؛ به جای پیگرد قانونی افرادی که چیزی را می‌پوشند که از لحاظ اجتماعی مجاز نیست. در بسیاری از کشورها، افرادی که پوشش ناکافی داشته باشند ممکن است با عنوان‌های برهنگی ناپسند در انظار عمومی، بی‌عفتی عمومی، برهنگی یا بازنمودهای دیگر به عنوان قانون‌شکنی، محکوم شوند. به‌طور کلی، این قانون‌شکنی‌ها هم تعریف نکرده‌اند که چه پوششی برای ارتکاب جرم قابل قبول است یا نیست، و این تصمیم را به عهده قاضی گذاشته‌اند تا در هر مورد به خصوص تشخیص دهد.
بیشتر قوانین پوشش به بخش‌هایی از بدن که نباید نشان داده شوند توجه کرده‌اند. اما استثناهایی وجود دارد. برخی کشورها مانند بعضی کشورهای اسلامی، قوانین پوشش سخت‌گیرانه‌ای دارند. دیگر کشورها نسبت به پوشش غیرمحافظه‌کارانه اغماض می‌کنند و نسبت به برهنگی اهمیتی نمی‌دهند. بسیاری از کشورها قوانین و عرف‌های مختلفی برای مردان و زنان دارند، که ممکن است چیزی بر اساس جنسیت مجاز بوده یا جرم شناخته شود.

## قطر
در قطر، قانون جزایی پوشیدن البسه بدن نما یا نامناسب را ممنوع و مستوجب مجازات دانسته، این قانون پوشش توسط یک نهاد حکومتی به نام «العضید» اعمال می‌شود. در سال ۲۰۱۲، یک سازمان مردم‌نهاد قطری پس از آن که حکومت را در دیده‌بانی پوشیدن لباس‌های نامناسب بیش از حد سهل گیر پنداشت یک کارزار «محجوبیت عمومی» به راه انداخت. تعریف چنین پوشش نامناسبی از دید آنان «نپوشاندن شانه‌ها و زانوها، البسه تنگ یا شفاف» بود. این کارزار خارجیانی را هدف قرار داد که اکثریت جمعیت قطر را تشکیل می‌دهند.